# Kalixälven

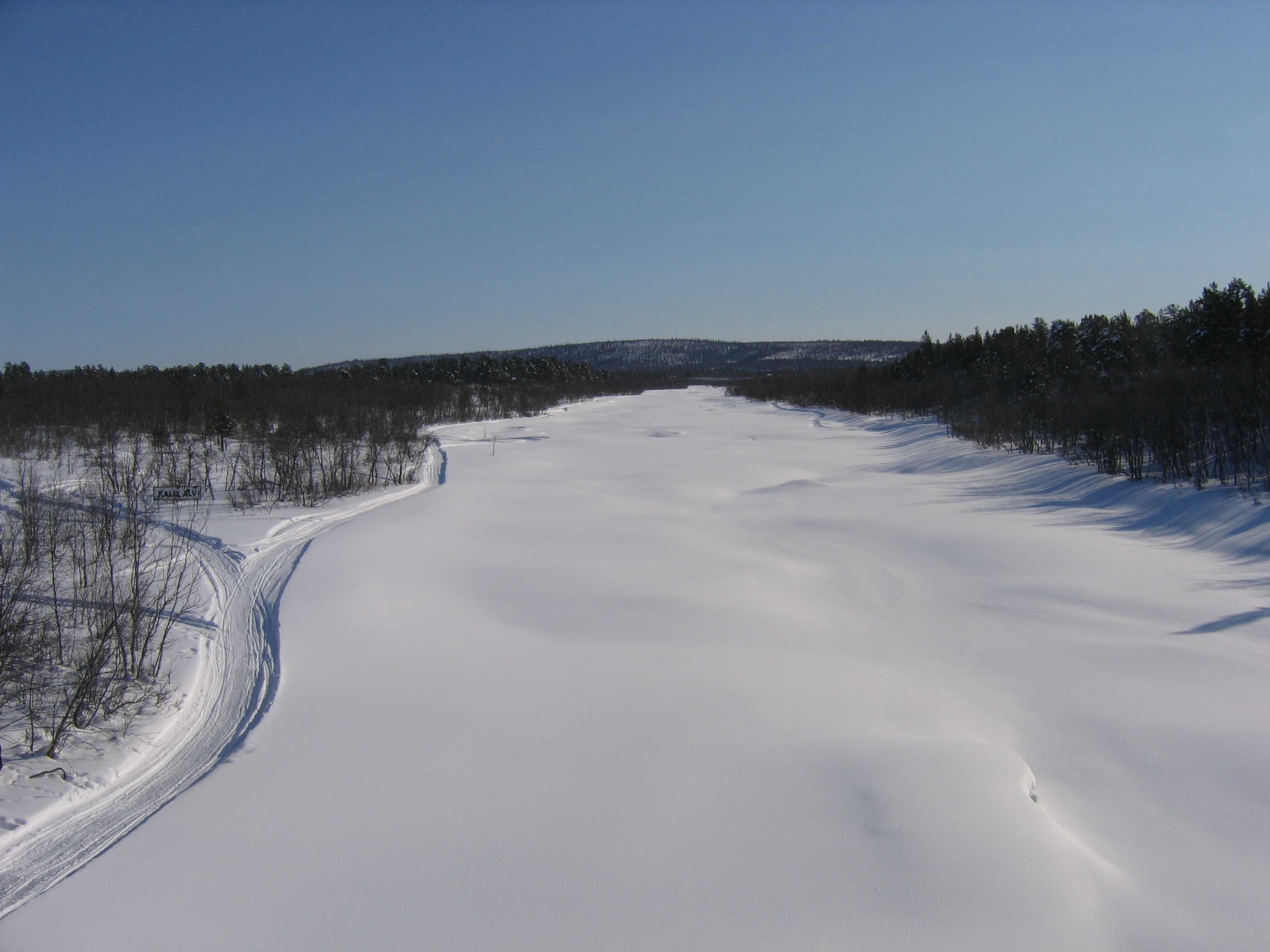
bij Kalixforsbro

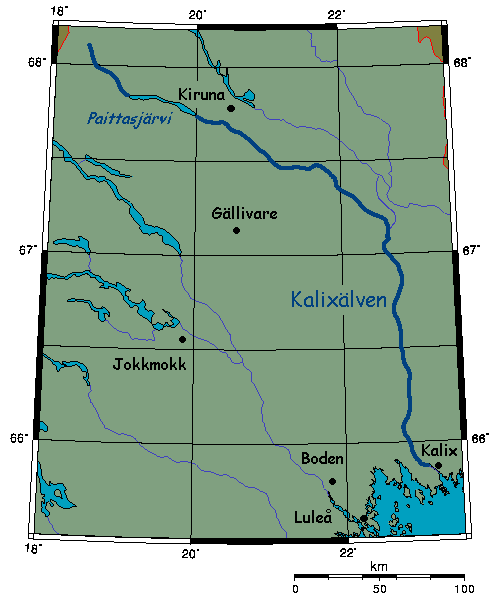
stroomgebied

De Kalixälven, vertaald:Kalix-rivier, is een rivier in Zweden, die in het Scandinavische Hoogland ontspringt, op het plateau waar ook de Kebnekaise staat. Dat is in de gemeente Kiruna in Norrbottens län. De rivier is niet voor beroepsvaart geschikt, maar wel om te kanoën. Een groot deel van het jaar is de rivier bevroren. De Kalixälven komt door twee landschappen van Zweden: door Lapland en Norrbotten en mondt bij Kalix in de Botnische Golf uit.

## Nationale rivier
Naar analogie van een nationaal park is de Kalixälven in 1993 tot 'nationale rivier' verklaard. Dit houdt in dat er geen waterkrachtcentrales in de rivier mogen worden gebouwd en dat iedere vorm van kanalisatie is verboden. Zo wordt geprobeerd de natuurlijke loop van de rivier te behouden en populaties trekkende vissoorten, zoals de zalm, te beschermen. De andere drie nationale rivieren van Zweden zijn de Vindelälven, de Torne en de Pite älv.

## Aardrijkskunde
De Kalixälven begint als Visttasjohka bij het meer Unna Vistasavare, stroomt door het dal Vistasvagge en stroomt dan bij Nikkaluokta samen met water uit het Ladtjojaure het meer Paittasjärvi in. Er volgen nog een aantal meren: Laukkujärvi, Holmajärvi, andere meer op de kaart, en het Kaalasjärvi. De Kalixälven begint na het meer bij het dorp Kaalasjärvi. De rivier is 461 km lang en stroomt eerst naar het oosten, buigt vlak voor Masugnsbyn naar het zuiden en stroomt daarna naar de Botnische Golf.
Het stroomgebied is ongeveer 18.000 km², het gemiddelde debiet bedraagt 290 m³/sec.
Plaatsen aan de Kalixälven.
- Nikkaluokta
- Kaalasjärvi
- Kalixfors
- Parakka
- Männikkö
- Tärendö
- Tallvik
- Överkalix
- Svartbyn
- Morjärv

De Kalixälven stroomt bij Kalix de Botnische Golf in, maar de volgende plaatsen liggen daarna nog aan het estuarium van de Kalixälven:
- Rolfs
- Bredviken
- Risögrund
- Karlsborg
- Nyborg

De Kaitum is een grote zijrivier van de Kalixälven.
- Gemeinsame Normdatei: 4702315-6